# Hockey sur glace aux Jeux olympiques de 1924
Navigation
Anvers 1920 Saint-Moritz 1928

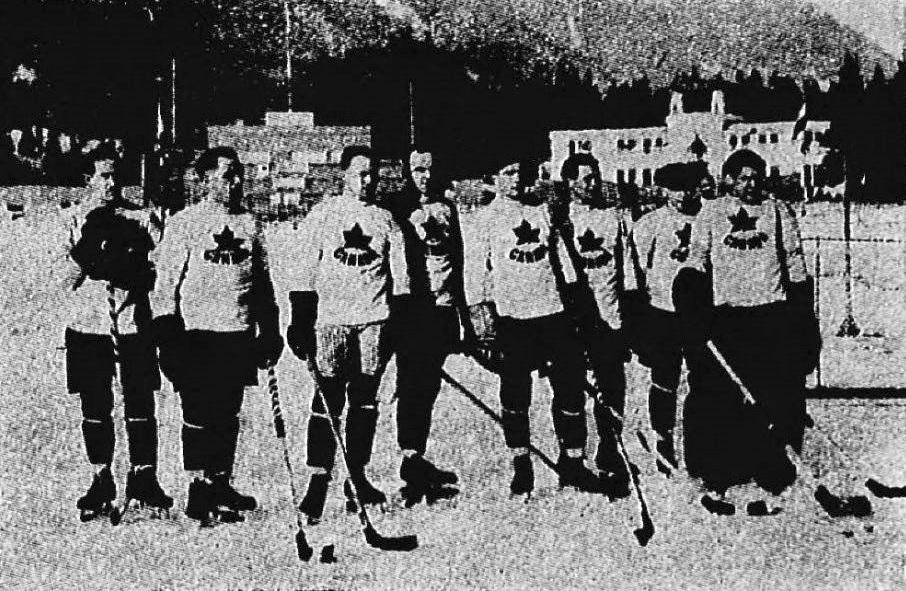
L'équipe canadienne championne olympique.

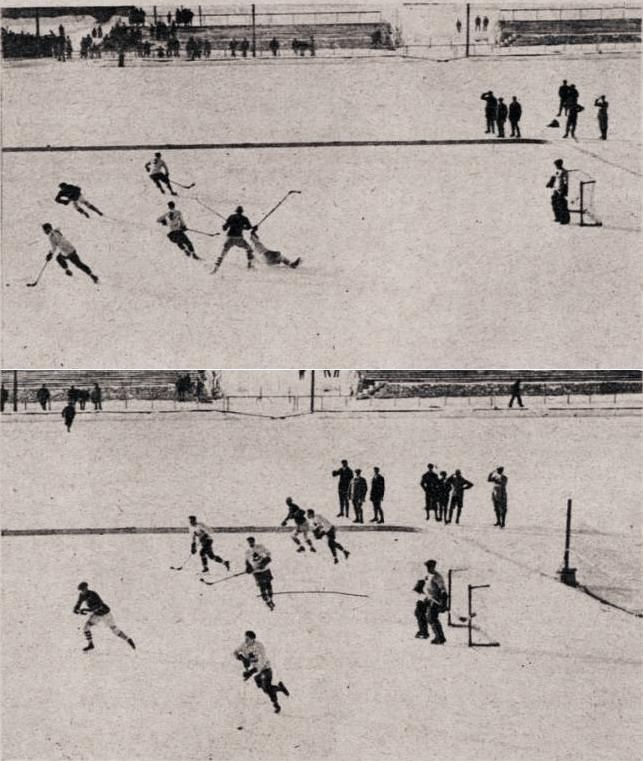
Finale de Hockey, deux contre-attaques canadiennes (en blanc) face aux États-Unis.

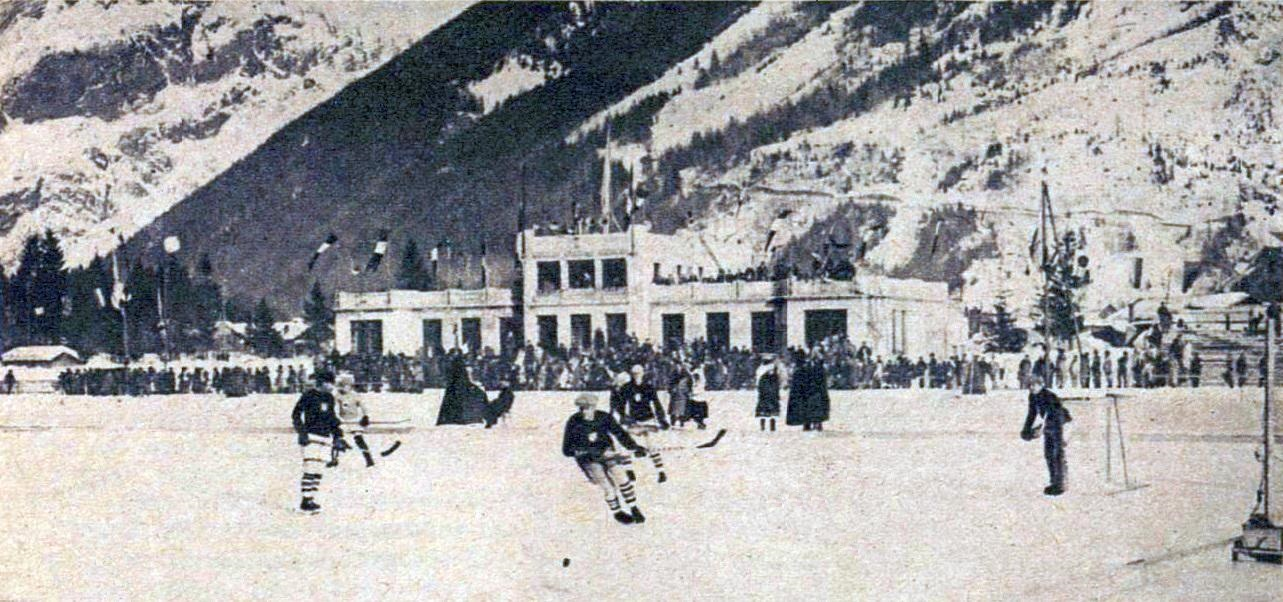
Le match États-Unis-France (22-0, le 30 janvier).

Le tournoi olympique de hockey sur glace des Jeux olympiques d'hiver de 1924 à Chamonix, fut un grand succès populaire. Il sacra l'équipe du Canada, qui domina de manière écrasante l'ensemble de ses adversaires. Au cours des quatre matchs que le Canada représenté par les Granites de Toronto, il ne laisse aucune chance ni à la Suisse (33-0), ni à la Suède (22-0) ou au Royaume-Uni (19-2), pas plus qu'a la Tchécoslovaquie (30-0).
Lors des demi-finales, le Canada s'imposa sur le Royaume-Uni (19-2), tandis que les États-Unis s'imposèrent face à la Suède (20-0). 
Le match pour l'attribution de la troisième place et la médaille de bronze vit le Royaume-Uni battre la Suède (4-3) — ce qui déterminait également le titre de champion d'Europe. Lors de la finale, le Canada remporte le titre olympique en s'imposant 6-1 face aux États-Unis.

## Podium
Le tableau ci-dessous présente les effectifs des équipes masculines finissant sur le podium pour le tournoi. L'équipe du Canada est en fait l'équipe des Granites de Toronto vainqueurs de la Coupe Allan en 1922 et 1923.
| Épreuves         | Or | Argent | Bronze |
| ---------------- | --- | --- | --- |
| Tournoi masculin | Canada Jack Cameron Ernie Collett Albert McCaffrey Harold McMunn Duncan Munro Beattie Ramsay Cyril Slater Reginald Smith Harry Watson | États-Unis Taffy Abel Herbert L. Drury Alphonse Lacroix John Langley John Lyons Justin McCarthy Willard Rice Irving Small Frank Synott | Grande-Bretagne William Anderson Lorne Carr-Harris Colin Carruthers Eric Carruthers Guy Clarkson Ross Cuthbert Geoffrey Holmes Hamilton Jukes Edward Pitblado Blaine Sexton |

## Résultats
Les huit équipes sont divisées en deux poules de quatre. À l'issue de ces deux premiers groupes, un groupe final avec les deux premiers de chaque groupe va être créé.

### Groupe A
| 28 janvier  | Suède           | 9:0 (3:0,3:0,3:0)    | Suisse          |
| 28 janvier  | Canada          | 30:0 (8:0,14:0,8:0)  | Tchécoslovaquie |
| 29 janvier  | Canada          | 22:0 (5:0,7:0,10:0)  | Suède           |
| 30 janvier  | Canada          | 33:0 (8:0,11:0,14:0) | Suisse          |
| 31 janvier  | Suède           | 9:3 (5:1,1:1,3:1)    | Tchécoslovaquie |
| 1er février | Tchécoslovaquie | 11:2 (4:0,3:2,4:0)   | Suisse          |

#### Classement
| Clt   | Équipe          | PJ | V | D | N | BP | BC | Pts |
| ----- | --------------- | -- | - | - | - | -- | -- | --- |
| +001, | Canada          | 3  | 3 | 0 | 0 | 85 | 0  | 6   |
| +002, | Suède           | 3  | 2 | 0 | 1 | 15 | 25 | 4   |
| +003, | Tchécoslovaquie | 3  | 1 | 0 | 2 | 14 | 41 | 2   |
| +004, | Suisse          | 3  | 0 | 0 | 3 | 2  | 53 | 0   |

- Qualifiés pour la Poule finale

### Groupe B
| 28 janvier | États-Unis      | 19:0 (9:0,6:0,4:0)  | Belgique        |
| 29 janvier | France          | 2:15 (1:5,1:3,0:7)  | Grande-Bretagne |
| 30 janvier | Grande-Bretagne | 19:3 (8:1,6:1,5:1)  | Belgique        |
| 30 janvier | France          | 0:22 (0:12,0:1,0:9) | États-Unis      |
| 31 janvier | France          | 7:5 (3:3,3:1,1:1)   | Belgique        |
| 31 janvier | États-Unis      | 11:0 (6:0,2:0,3:0)  | Grande-Bretagne |

#### Classement
| Clt   | Équipe          | PJ | V | D | N | BP | BC | Pts |
| ----- | --------------- | -- | - | - | - | -- | -- | --- |
| +001, | États-Unis      | 3  | 3 | 0 | 0 | 52 | 0  | 6   |
| +002, | Grande-Bretagne | 3  | 2 | 1 | 0 | 34 | 16 | 4   |
| +003, | France          | 3  | 1 | 2 | 0 | 9  | 42 | 2   |
| +004, | Belgique        | 3  | 0 | 3 | 0 | 8  | 45 | 0   |

- Qualifiés pour la Poule finale

### Groupe final

#### Demi-finales
| 1er février 1924 | Canada | 19-2 (6-2, 6-0, 7-0) | Grande-Bretagne |  |

| 1er février 1924 | États-Unis | 20-0 (5-0, 7-0, 8-0) | Suède |  |

#### Match pour la troisième place
| 2 février 1924 | Grande-Bretagne | 4-3 (0-1, 2-2, 2-0) | Suède |  |

#### Finale
| 3 février 1924 | Canada | 6-1 (2-1, 3-0, 1-0) | États-Unis |  |

## Classements finaux

### Meilleurs pointeurs
Pour les significations des abréviations, voir Statistiques du hockey sur glace.
|   | Joueur         | B  | A  | Pts |
| - | -------------- | -- | -- | --- |
| 1 | Watson Harry   | 37 | 9  | 46  |
| 2 | Mccaffery Bert | 19 | 15 | 34  |
| 3 | Smith Reginald | 17 | 16 | 33  |
| 4 | Drury Herb     | 22 | 3  | 25  |
| 5 | Munro Dunc     | 18 | 4  | 22  |

### Classement des équipes
|        | Équipe          |
| ------ | --------------- |
| Or     | Canada          |
| Argent | États-Unis      |
| bronze | Grande-Bretagne |
| 4      | Suède           |
| 5      | Tchécoslovaquie |
| 6      | France          |
| 7      | Belgique        |
| 8      | Suisse          |